# 유동관
유동관(柳東官, 1963년 5월 12일 ~ )은 한국의 전 축구 선수이자 현 축구 지도자이다.
포항제철 아톰즈 (현 포항 스틸러스)에서 선수로 활동하였으며 1993 시즌 K리그 베스트 11에 선정되었다. K리그 통산(정규리그와 리그컵 포함) 207경기 출장, 5득점, 4도움의 기록을 남겼다.
또한 1983년 대한민국 축구 국가대표팀에 데뷔한 이후 1984년까지 총 6번의 A매치에 출전하였다.
은퇴 이후 포항 스틸러스의 코치를 거쳐 2013년 고양 대교의 감독으로 취임했으나, '박은선 성별 논란 파동'에 연루되어 그 해 사임하였다.
2016년, 경북 위덕대학교 감독으로 취임하였다.